# Alianza Popular
Alianza Popular (hiszp. Sojusz Ludowy), federacja niewielkich partii prawicowych, założona głównie przez byłych ministrów frankistowskich, która istniała od 1976 r. do 1989 roku. Schyłek AP to pierwsza połowa lat 80., kiedy w kolejnych wyborach zwyciężyła socjaldemokratyczna PSOE.

## Historia
AP była prawicową, konserwatywną partią, której przywódcą był Manuel Fraga. Działacz ten, były frankistowski minister jeszcze w czasach dyktatury opowiadał się za stopniowym dążeniem do demokratyzacji życia politycznego kraju. Pomimo tego że Fraga starał się, aby partia zyskała reformistyczny charakter, jego ugrupowanie było postrzegane przez elektorat jako reakcyjne i autorytarne. W czasie wyborów parlamentarnych w 1977 roku AP uzyskała tylko 8,3% głosów.
Krótko po wyborach wewnątrz partii doszło do konfliktów dotyczących stosunku do kształtu proponowanej nowej konstytucji. Część skrajnie prawicowych członków AP było jej zupełnie przeciwnych, opowiadając się za obraniem ostrego kursu. Jednakże Fraga był zwolennikiem przesunięcia pozycji partii w kierunku centrum, pragnąc utworzyć większe, centroprawicowe ugrupowanie. Skrajnie prawicowi członkowie AP opuścili partię, a Fraga wraz z pozostałymi połączył AP z innymi, mniejszymi konserwatywnymi ugrupowaniami, tworząc Koalicję Demokratyczną (Coalicion Democratica, CD). Mieli oni nadzieję, iż CD przejmie głosy tych, którzy oddali je na Unię Demokratycznego Centrum (UCD) w 1977 roku, a którzy zawiedli się na rządzie Adolfo Suáreza. Jednak podczas wyborów parlamentarnych w 1979 roku, CD uzyskało tylko 6,1% głosów. Głęboko zawiedziony, Fraga zrezygnował z przywództwa w partii.
Jednak w czasie III Kongresu AP w grudniu 1979 roku, wielu liderów partii ubolewało nad zaangażowaniem ugrupowania w CD. Wielu czuło, że stworzenie tej koalicji zdezorientowało wyborców i postanowili, iż należy wzmocnić odrębność ideową AP. Fraga powrócił na pozycję lidera, a dokument przyjęty przez Kongres potwierdził konserwatywną orientację AP.
We wczesnych latach 80. Fraga zjednoczył wiele ugrupowań prawicowych pod swoim przywództwem. Pomagała mu w tym stopniowa dezintegracja UCD. Podczas wyborów parlamentarnych w 1982 roku, AP zyskał głosy zarówno byłych zwolenników UCD, jak i skrajnych prawicowców, otrzymując 25,4% głosów i stając się największą partią opozycyjną. Partia weszła w sojusz z mniejszą chadecką Demokratyczną Partią Ludową (PDP) i w 1982 roku dysponowała 106 miejscami w parlamencie. Wzrost poparcia dla AP przełożył się na wyniki wyborów municypalnych i regionalnych z maja 1983 roku, kiedy to partia otrzymała 26% głosów. Wydawało się, iż elektorat dał się przyciągnąć hasłami stawiającymi na prawo i porządek, jak również postulaty probiznesowe.
Przed kolejnymi wyborami AP postanowił poszerzyć swą bazę wyborczą, wchodząc w sojusz ponownie z PDP oraz z Partią Liberalną (PL) i tworząc CP. Powstała koalicja stawiała na hasła walki z terroryzmem, prywatyzacji, redukcji wydatków i obniżenia podatków. CP nie udało się powiększyć ilości posiadanych mandatów w wyborach parlamentarnych w 1986 roku i wkrótce zaczęła się dezintegrować.
Gdy wybory regionalne 1986 roku potwierdziły nieefektywność koalicji, Fraga zrezygnował z przywództwa w AP, pozostając jednak wciąż deputowanym tej partii. Na Kongresie partii w lutym 1987 jego miejsce zajął Hernandez, który zadeklarował, że pod jego przywództwem AP stanie się „umiarkowaną, prawicową partią europejską”. Ale brakowało mu doświadczenia politycznego na szczeblu ogólnokrajowym, a kryzys partyjny nasilał się. Gdy poparcie dla AP jeszcze zmniejszyło się podczas wyborów regionalnych w lipcu 1987 roku, stało się jasne, że miano największej partii opozycyjnej przejęte zostało przez Centrum Demokratyczne i Społeczne (CDS) Suareza.
Wreszcie w roku 1989 nadzwyczajny kongres przekształcił Sojusz w samodzielną Partię Ludową, która położyła większy nacisk na elementy neoliberalne Alianza Popular, zaś zredukowała elementy konserwatywne. W skład PP weszły także PDP i PL.